# Hamid Ekrem Šahinović
Hamid Ekrem Šahinović bio je bošnjački pisac i dramaturg. Bio je urednik Muslimanske svijesti, novina na bošnjačkom jeziku koje su podržavale političke reforme Mladoturaka, i Novog Behara, reizdanog političkog časopisa Behar iz 1920-ih godina.
Šahinović je rođen 1882. godine u zaseoku Hum kod Foče, u Bosni i Hercegovini, tokom osmanske vladavine zemljom. Gimnaziju je završio u Sarajevu, a potom visoko obrazovanje stekao u Zagrebu i Beču. Iako je Hamid Ekrem Šahinović umro 30. decembra 1936.godine, njegova godina smrti se ponekad pogrešno navodi kao 1939.

## Izabrana dela
- Đavo pod čergom
- Punica
- Dva načelnika
- Na planini
- Fata s Krajine
- Zmaj od Bosne